# ملتقى محمد السادس الدولي لألعاب القوى
ملتقى محمد السادس الدولي لألعاب القوى تظاهرة دولية لألعاب القوى، تم إدراجها سنة 2010 ضمن الجائزة الكبرى من طرف الإتحاد الدولي لألعاب القوى تقام التظاهرة سنويا شهر يونيو منذ 2008 في ملعب الأمير مولاي عبد الله بالرباط.
في 25 ماي 2025، فاز سفيان البقالي، العداء المغربي العالمي والأولمبي في سباق 3000 متر موانع، بالملعب الأولمبي في الرباط بأفضل توقيت للسنة.

## الدورات
| الدورة | النسخة | التاريخ  | الملعب                     |
| ------ | ------ | -------- | -------------------------- |
| 2008   | I      | 8 يونيو  | ملعب الأمير مولاي عبد الله |
| 2009   | II     | 14 يونيو | ملعب الأمير مولاي عبد الله |
| 2010   | III    | 6 يونيو  | ملعب الأمير مولاي عبد الله |

## الأرقام القياسية للملتقى

### ذكور
| الفعالية     | الرقم القياسي | العداء          | الجنسية | التاريخ      |
| ------------ | ------------- | --------------- | ------- | ------------ |
| 400 متر      | 45.06         | جيرمين غونزاليس | جامايكا | 6 يونيو 2010 |
| القفز العالي | 2.31 متر      | أليكسي ديميتريك | روسيا   | 6 يونيو 2010 |

### إناث
| الفعالية      | الرقم القياسي | العداء        | الجنسية | التاريخ      |
| ------------- | ------------- | ------------- | ------- | ------------ |
| 100 متر       | 11.13         | شيلي آن فريزر | جامايكا | 6 يونيو 2010 |
| 400 متر حواجز | 54.89         | كاليزي سبنسر  | جامايكا | 6 يونيو 2010 |

## الفعاليات
| المسافات القصيرة        | المسافات المتوسطة | المسافات الطويلة | الحواجز                      | القفز                                                 | الرمي                         |
| ----------------------- | ----------------- | ---------------- | ---------------------------- | ----------------------------------------------------- | ----------------------------- |
| 100 متر 200 متر 400 متر | 800 متر 1500 متر  | 5000 متر         | 400 متر حواجز 3000 متر موانع | القفز العلوي القفز بالزانة القفز الطولي القفز الثلاثي | رمي الجلة رمي الرمح رمي القرص |

## وصلات خارجية
- (بالفرنسية) الموقع الرسمي للملتقى